# 琼斯氧化反应
琼斯氧化反应（Jones氧化）是铬酸在丙酮中将一级和二级醇分别氧化为羧酸和酮的反应。
反应放热、迅速，产率也较高。该反应中的氧化剂也称Jones试剂，即三氧化铬在稀硫酸中的溶液。
反应条件下醛也会被氧化为羧酸。但双键一般不被氧化。

## 延伸阅读
- Ley, S. V.; Madin, A. (1991). (Review). Comp. Org. Syn. 7: 253–256.
- E. J. Eisenbraun (1973). "Cyclooctanone". Org. Synth.; Coll. Vol. 5: 310.
- J. Meinwald, J. Crandall, and W. E. Hymans (1973). "Nortricyclanone". Org. Synth.; Coll. Vol. 5: 866.